# Dallauer Tal
Das Natur- und Landschaftsschutzgebiet Dallauer Tal liegt auf dem Gebiet der Gemeinde Elztal im Neckar-Odenwald-Kreis in Baden-Württemberg.

## Lage
Für Elztal ist seit dem 17. August 1995 eine Fläche von rund 103,0 ha unter der Kenn-Nummer 2.190 als Naturschutzgebiet und eine Fläche von rund 51 ha unter der Kenn-Nummer 2.25.035 als Landschaftsschutzgebiet ausgewiesen. Das Naturschutzgebiet erstreckt sich östlich von Dallau, einem Ortsteil von Elztal,  entlang des Luttenbaches. Östlich verläuft die B 27. Das ergänzende Landschaftsschutzgebiet schließt sich nördlich und südlich an.

## Schutzzweck
Schutzzweck des Naturschutzgebietes ist die Erhaltung und Entwicklung biologisch vielfältiger Lebensräume der extensiven Kulturlandschaft des Dallauer Tals mit hoher ökologischer Bedeutung, insbesondere
- des reichstrukturierten Mosaiks von unterschiedlich fortgeschrittenen Sukzessionsstadien innerhalb des Talsystems: Grünland, Hecken, Stufenraine, Streuobstbestände sowie Saum- und Waldelemente,
- der traditionell extensiv bewirtschafteten Halbtrockenrasen mit ihrer charakteristischen, seltenen Fauna und Flora sowie der Schaumkalkbänke und der offenen Felsgrusflächen,
- eines standortheimischen Mischwaldes samt seiner Krautvegetation und hohem Totholzanteil.

Außerdem soll die Bewirtschaftung der Salbei-Glatthaferwiesen der flacheren Hangbereiche und der Fuchsschwanz-Glatthaferwiesen der Talsohle in traditioneller Weise gesichert sowie die Streuobstwiesen, Baumreihen und Einzelbäume erhalten und gefördert werden. Damit sollen die auf diese vielfältigen Biotope angewiesenen Tier- und Pflanzenarten erhalten und gefördert sowie die zahlreichen vom Aussterben bedrohten Arten, insbesondere der Insekten, der Vögel und der Orchideen, geschützt werden.
Das Landschaftsschutzgebiet dient als ökologisch notwendiger Ergänzungsraum und als Pufferzone für das Naturschutzgebiet gegen Siedlungsdruck, Eutrophierung und Staubimmissionen, insbesondere durch die Erhaltung und Entwicklung der Kulturlandschaft mit ihren standörtlichen Gegebenheiten eines charakteristischen Seitentalsystems der Elz. 